# Elies Rogent
Elies Rogent i Amat, född 18 juli 1821 och död 21 februari 1897, var en spansk (katalansk) högskolelektor, historiker och arkitekt. Rogent arbetade främst för och i Barcelona, även om han också var verksam i Vic (där han verkade som stadsarkitekt), Mataró, San Cugat del Vallès och Ripoll.
Rogent var ansvarig arkitekt vid världsutställningen 1888. Han fungerade dessutom som arkitekt för huvudbyggnaden för Barcelonas universitet, invigt 1874. Rogent var intresserad av Kataloniens medeltida historia och anses idag som den främste arkitekten inom den katalanska romantiken. Hans verk ses också som en direkt föregångare till den katalanska arkitekturmodernismen. Han ledde Barcelonas arkitekturhögskola, där han som lärare hade elever som Lluís Domènech och Antoni Gaudí; om den senare uttryckte han sig: "Jag har antingen utexamimerat en galning eller ett geni".

## Biografi
Elies Rogent föddes i Barcelona, i en familj som försörjde sig på handel med byggnadsmaterial. Redan som ung fattade han intresse för arkitektur, och han påbörjade 1840 studier i ämnet vid konsthögskolan Escola de la Llotja. Fem år senare antogs han till den då nystartade arkitekturutbildningen vid Madrids Real Academia de Bellas Artes de San Fernando, och 20 februari 1851 tog han slutligen sin arkitektexamen. En månad senare anträdde han en post som lärare i vid Escola de Mestres d'Obres i Barcelona.

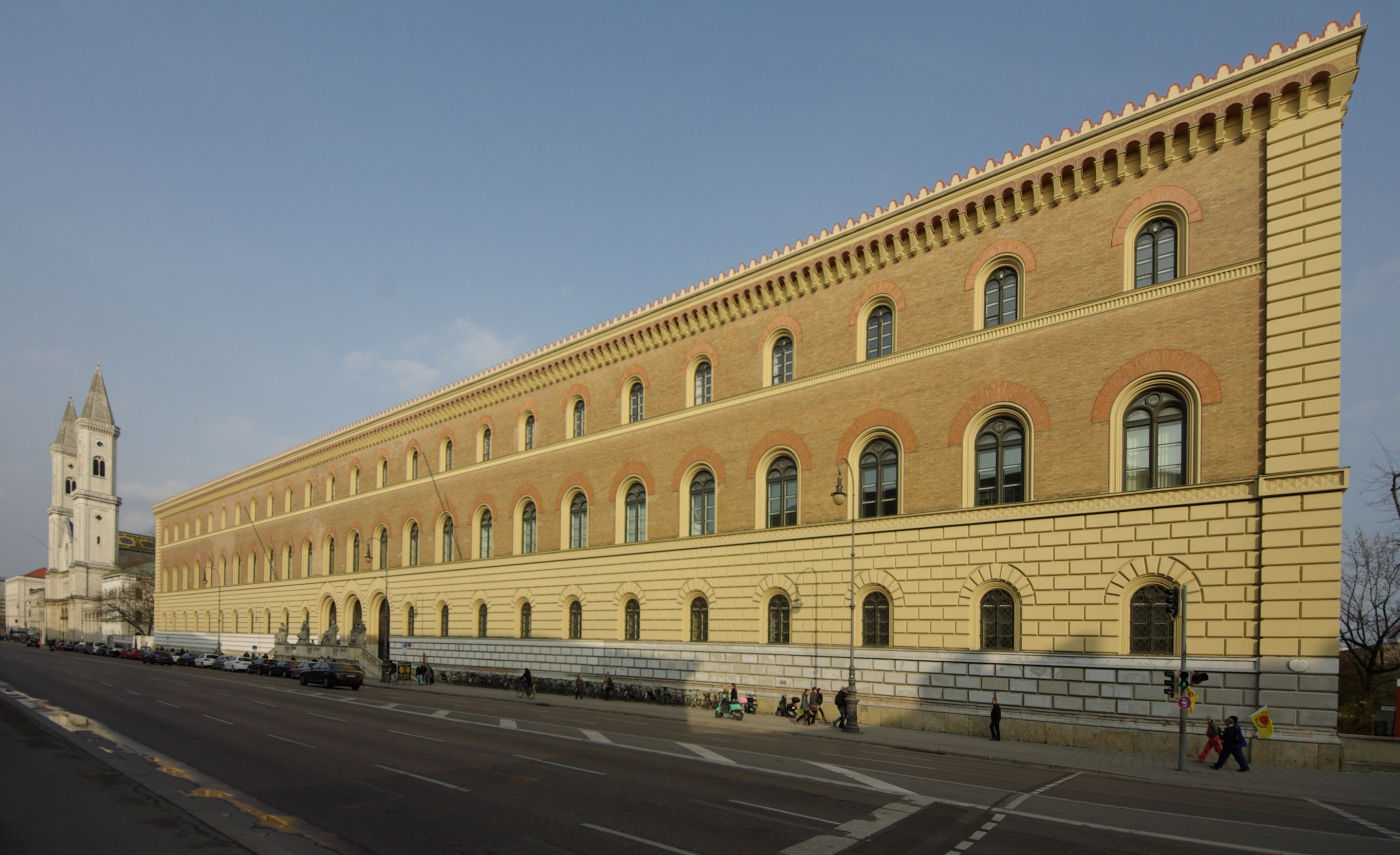
Fasaden i Bayerische Staatsbibliothek i München. Exempel på den Rundbogenstil som Rogent, efter att ha besökt München, applicerade på bygget av Barcelonas universitet.

1855 reste Rogent till Paris, i samband med Exposition Universelle. Utlandsvistelsen inkluderade även en rundresa i Tyskland, där han inte minst besökte München och där upptäckte rundbogenstilen. Denna rundbågestil, som kombinerade den italienska renässansen med den föregående medeltida arkitekturen, kom att göra starkt intryck på Rogent. Han skulle senare integrera den här stilen vid bland annat bygget av Barcelonas universitet.
1869 gjorde han en ny utlandsresa, där han återigen besökte Paris och ett antal cntraleuropeiska/tyska (inklusive Strasbourg, Stuttgart, München, Wien, Nürnberg, Dresden, Berlin och Potsdam) Resan förde honom också till norra Italien (inklusive delar av dåvarande Österrike-Ungern), där han fick tillfälle att studera arkitekturen i Florens, Pisa, Trieste och Venedig.
Han utsågs 1866 till "akademisk korresponent" för Academia de San Fernando. Åren 1871 till 1889 verkade han som rektor vid Barcelonas arkitekturhögskola, idag del av Kataloniens tekniska högskola. Vid denna tid uppfördes Barcelonas universitet, en av de viktigaste nya byggnaderna i 1800-talets Barcelona och ansedd som Rogents främsta bidrag till den katalanska byggnadskonsten.
Januari 1887 utsågs Rogent, av Barcelonas borgmästare, till ansvarig arkitekt vid 1888 års världsutställning. I sitt arbete med att förverkliga det här stora bygget genomdrev Rogent stora ändringar i de ursprungliga planerna, vilket ledde till att byggnadsarbetena slutfördes på rekordkort tid och med insatser av Lluís Domènech och andra av Rogents studenter.
Rogent var medlem av Barcelonas konstakademi, på den tiden känd som Acadèmia Provincial de Belles Arts de Barcelona och idag benämnd Reial Acadèmia Catalana de Belles Arts de Sant Jordi.

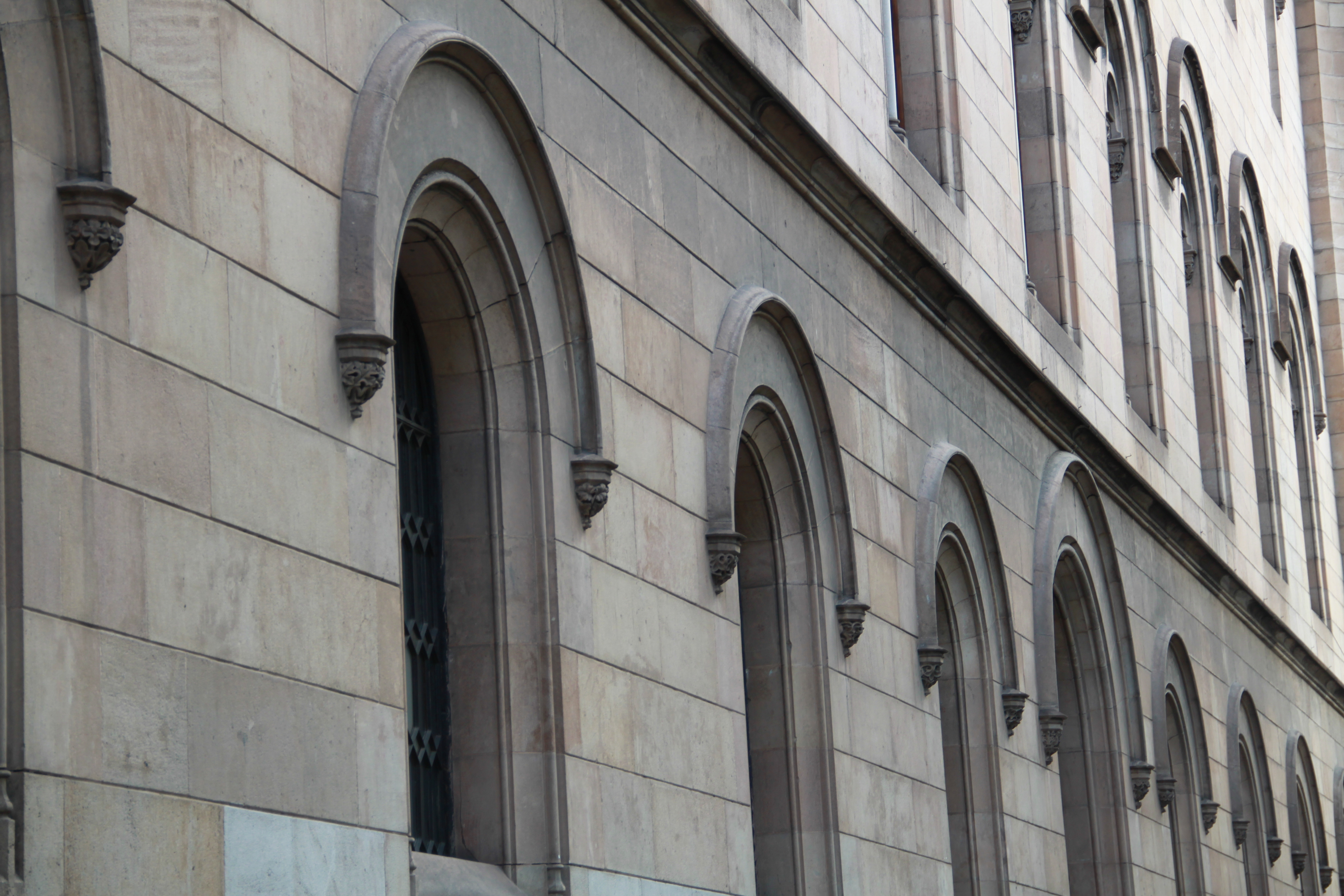
Valvbågar längs med fasaden på Barcelonas universitet.

## Stil

### Grundtankar
Rogents arkitektoniska tankegång kretsade kring två grundläggande idéer:
1. … att reducera grundstrukturen till endast horisontella – hängande – element och vertikala – självbärande – element
2. … att arkitekturen ska förmedla sina värden genom en harmonisk fördelning mellan fyllda och tomma element. Karaktären och särarten hos en byggnad skapas genom en samlad effekt hos listverk, ornamentering och färg.

Den slutliga stilen bestämdes enligt den teorin i samspelet mellan de hängande och självbärande elementen. Stilar från andra epoker kunde inte uttrycka den känslan. Rogent menade att arkitekturen var ett språk, där "konstens innehåll består av idéer och konsten syftar till att göra de här idéerna synliga".

### Utformning
Rogents arkitektur kan definieras som en enkel, rationell och strängt hållen arkitektur. Den innehåller en högst begränsad mängd ornamentik, förenklat utförd och utplacerad med beräkning.
Vad gäller ornament handlar det mest om valvbågar, arkivolter som vilar på konsoler, kornischer och lister. Kornischer används framför allt som ett avslutande element överst på en byggnad, och torn eller pelare är ofta placeras längst byggnadens sidor.
Fasaderna är jämna och sammanhängande, symmetriskt och enkelt komponerade. De kombineras alltid med tomma delar, vilka ofta kan bestå av likformiga, tvådelade fönster(öppningar). För Rogent står de raka, nästan alltid horisontella, linjerna för enhet, det andliga och eviga. Och på samma sätt står kurvan, hos Rogent, för skönheten, Horisontella linjer kan enligt honom även representera prakten, det storslagna och högtidliga.

## Viktigare verk
Elies Rogent utformade många olika sorters byggnadsverk. Han arbetade både med större offentliga byggnader, som Barcelonas universitet, och privata byggnader – inklusive sådana som restes i det nya Eixample. Han ägnade sig också åt restaureringar av viktiga historiska byggnader.
| År                    | Namn                                                              | Plats                                                                   | Beskrivning | Foto                                |
| --------------------- | ----------------------------------------------------------------- | ----------------------------------------------------------------------- | --- | ----------------------------------- |
| Barcelona             |                                                                   |                                                                         | |                                     |
| 1859–66               | Casa Manuel de Compte                                             | Carrer Palau #4, Barcelona.                                             | Rogent arbetade med olika nivåer av bostäder i området runt Palau Reial Menor. Här var det av stilen "urban herrgård", med en uppdelning av fasaden där bottenvåningen och mellanvåningen har en stensockel och resten av våningarna har mjuka linjer. Byggnaden avslutas högst upp i en kornisch med bågar.                                                                                                 | Casa Manuel de Compte               |
| 1863–92/93            | Barcelonas universitet                                            | Gran via de les Corts Catalanes, Barcelona.                             | Byggnaden är i gotisk och proto-renässansstil. | Barcelonas universitet (1863–92/93) |
| 1865                  | Pantà de Vallvidrera (Vallvidrera-träsket)                        | Collserola, Barcelona.                                                  | Den räknas som en av 1800-talets mästerverk inom vattenbyggnadskonsten. | Pantà de Vallvidrera                |
| 1865                  | Restaurering av Santa Maria del Mar                               | Plaça de Santa Maria #1, Barcelona.                                     | Restaurering av altaret, fönster i skeppet, porten och tornuret. | Santa Maria del Mar                 |
| 1868                  | Casa Evarist Arnús                                                | Passeig de Gràcia, amb carrer Mallorca, Barcelona.                      | En byggnad i stil mellan urban herrgård och en huskropp bestående av fem olika huskroppar. Mellan bottenvåningen och våningen ovanpå placerades en stensockel som bas, komplett med fris och kornisch. Fasadytan på resten av huset toppas högst upp med ytterligare en fris. Två cylindriska former markerar hörnen på huset. Huset är uppbyggt runt en åttakantig innergård som utgår från bottenvåningen. |                                     |
| 1870–71               | Casa Joan Almirall                                                | Carrer Pelai, Barcelona.                                                | Huset följer stilen från det intilliggande huset, tänkt för medelklassfamiljer, en typologi som sedan kom att användas över hela Eixample. En rektangulär byggnad indelad i fem våningar och med en gård som inte längre kan nås från gatan. Fasadstilen är en typisk lösning med en sockel som delar av bottenvåningen från övriga våningar och överst en takfot med en fris och en balustrad.              |                                     |
| 1872–76               | Casa Miquel Albà                                                  | Ronda de Sant Pere, mellan Carrer Trafalgar och Carrer Bruc, Barcelona. | Byggnad som även den följer samma utformning som grannhuset, indelad i fem lägenheter. Bottenvåningens fasad har en stensockel medan resten av våningarna har en yta i stuck. |                                     |
| 1872-76               | Casa Felip Bertran d'Amat                                         | Carrer Pau Claris Gran Via de la Corts Catalanes, Barcelona.            | Byggnad indelad i fyra lägenheter, enligt samma modell som ovan med en sockel för bottenvåningen och resten av våningarna i samma fasadyta. |                                     |
| 1872-75               | Delar av Gran Teatre del Liceu                                    | La Rambla, Barcelona.                                                   | Renovering av taket, de centrala utrymmena samt restaurangen. Ombyggt 1994. | Gran Teatre del Liceu               |
|                       | Delar av Palau Reial Menor                                        | Carrer Ataülf, 4, Barcelona.                                            | Restaurering av fasaden till palatsets kapell. | Palau Reial Menor                   |
| 1879                  | Seminari Conciliar de Barcelona                                   | Carrer Diputació, Barcelona.                                            | Byggnadsritning i formen av ett grekiskt kors, där Rogent i mitten placerade kapellet, enligt principen om att viktigaste i en byggnad ska ställas i mitten. Restaurerad efter det spanska inbördeskriget (1936-39). | Seminari Conciliar de Barcelona     |
| 1882                  | Barcelonas vaxkabinett (Museu de Cera de Barcelona)               | Passatge de la Banca, 7, Barcelona.                                     | En byggnad som under 1800-talet sågs som en urban herrgård. Den delades in i tre lägenheter, var och en med sin egen port. | Barcelonas vaxkabinett              |
| Mataró                |                                                                   |                                                                         | |                                     |
| 1863                  | Matarófängelset                                                   | Mataró.                                                                 | Den första fängelseanstalten byggd enligt den panoptiska principen (alla rummen kan ses från en och samma punkt), uttänkt av den brittiske 1700-talsfilosofen Jeremy Bentham. | Presó de Mataró                     |
| Ripoll                |                                                                   |                                                                         | |                                     |
| 1862-92               | Restaurering av Santa Maria de Ripoll-klostret.                   | Ripoll                                                                  | | Ripollklostret                      |
| Sant Cugat del Vallès |                                                                   |                                                                         | |                                     |
| 1880                  | Restaurering klostergången/klostergården vid Sant Cugat-klostret. | Sant Cugat del Vallès                                                   | | Sant Cugat del Vallès-klostret      |

### Stadsbyggnadsprojekt
Rogent arbetade också med olika stadsbyggnadsprojekt och olika vattenbyggnadsprojekt. Han var även medlem av Junta de Censura i Qualificaciò för Eixample, vilket innebar att han hade stort inflytande för utformning av den nya stadskärnan i Barcelona i slutet av 1800-talet. Några av hans relaterad verk var:
- 1855 – projekt för kulvertering i Vic.
- 1856 – uträtning av Carrer Parellades i Sitges.
- 1856 – uträtning av vattendraget Torrent de la Font de la Massana i Roda de Ter.
- 1856 – uträtning av Carrer de Santa Clara i Vilafranca.
- 1856 – uträtning och stenläggning av Carrer Manlleu i Vic.
- 1857 – stenläggning av Carrer Nou i Vic.
- 1857 – anläggandet av en gata i Barcelonastadsdelen Sarrià för att binda samman den gamla Carrer de Barcelona med Carrer Major.
- 1858 – bygget av en träbro över floden Llobregat.
- 1858 – bygget av två badpaviljonger vid brunnsanläggningen La Puda i Esparreguera.
- 1858 – urbaniseringen av kvarteret Barri de Palau i Barcelona.
- 1859 – planläggningen av en gata i Sarrià för att binda samman gatorna Ferran och Sagrat Cor.

## Övrigt
Det finns en gata i Barcelona som är namngiven efter Elies Rogent. Den är belägen i Clot-kvarteret.